# Igla (película)
Igla (Игла en ruso) es una película soviética, rodada en 1988. El personaje principal, Moro, es interpretado por el famoso músico de rock soviético Viktor Tsoi. Igla es conocida por ser una de las primeras películas de nueva ola kazaja. El estreno tuvo lugar el 16 de septiembre de 1988 en Almatý y en Moscú en febrero de 1989.

## Trama
El enigmático vagabundo conocido como Moro (Viktor Tsoi) llega a Almaty con el objetivo de deshacerse de sus deudas. En el camino se encuentra con su vieja amiga Dina (Marina Smirnova). Pronto se da cuenta de que ella se ha convertido en una adicta a las drogas, y su apartamento es un lugar de ventas de droga.  
En un intento por ayudar a Dina, Moro la lleva al Mar de Aral, donde habían estado años antes. Sin embargo, el mar es una tierra se convirtió en un lugar árido.  
Después de unas semanas, Dina parece curada, pero después de regresar a la ciudad, todo empieza de nuevo.   
Y Dina se mete en problemas económicos con varios traficantes, entonces Moro decide enfrentarse a los traficantes de drogas, poniéndose en su contra a uno de los proveedores, el cirujano Arthur (Piotr Mamónov) y su gente.

## Reparto
| Actor                     | Personaje                                           |
| ------------------------- | --------------------------------------------------- |
| Víctor Tsoi               | Moro                                                |
| Marina Smirnova           | Dina                                                |
| Alejandro Bashirov        | Espartaco                                           |
| Piotr Mamónov             | Arthur Yusupovich, cirujano, distribuidor de drogas |
| Arquímedes Iskakov        | Anarquista Arquímedes                               |
| Gennady Lu                | Anarquista Hess                                     |
| Alejandro Konks           | Anarquista                                          |
| Rakhimzhan Abdykadyrov    | Anarquista Naperstochnik                            |
| Raykhan Kanatbayev        | Anciano                                             |
| Aikhan Chatayeva          | Enfermera                                           |
| Vladimir Danilenkо        | El jugador de ajedrez en la sala de calderas        |
| Marat Azimbaev            | El mafioso marat                                    |
| Gregorio Epstein (Efimov) | El mafioso epstein                                  |
| Еrnar Аbilev              | El asesino a sueldo                                 |
| Rustem Tazhibayev         | El barón (al volante "volga")                       |
| Igor Startsev             | el recolector de cáñamo (el hombre en el carro)     |

## Premios
- 1988 - Premio de Cine Clubes en el concurso "Una cierta mirada" en el festival de cine "Golden Duke" en Odessa.
- 1990 — premio Principal del festival Internacional de cine en Núremberg.

### Otros logros
- La película se convirtió en uno de los líderes del alquiler Soviética. En el primer año de entrar en las pantallas del país (más de 11 meses de 1989) estudiaron la imagen de 14,6 millones de espectadores (segundo lugar entre las películas nacionales).[cita requerida]
- Según los resultados de la encuesta anual de la revista "soviético pantalla" víctor tsoi fue reconocido como el mejor actor de 1989.[cita requerida]

## La banda sonora
La banda sonora se compone de canciones e instrumentales de las canciones del grupo "Kinó", así como algunas canciones de otros autores.
| nº | Nombre de la                                                                    | Artista                          | La duración de la |
| -- | ------------------------------------------------------------------------------- | -------------------------------- | ----------------- |
| 1  | "звезда по имени солнце" ["Zvevda po imeni solntse"]("La estrella Llamada sol") | КИНО Kinó                        | 3:24              |
| 2  | "Venus"                                                                         | Shocking Blue                    | 3:05              |
| 3  | "Der Kuckucksjodler" ("El cuco Yodel")                                          | Franzl Lang                      | 3:10              |
| 4  | "Non Succedera Piu" ("No va a pasar")                                           | Adriano Celentano & Claudia Mori | 4:05              |
| 5  | "Дождик" ["Dozhdik"] ("Lluvia")                                                 | Edita Peha y conjunto            | 2:00              |
| 6  | "Листья клёнов" ["List'ya klenov"]("Las hojas de arce")                         | Maya Кristalinskaya              | 1:47              |
| 7  | "Mopo едет к морю" ["Moro edet k moryu"] "Moro va al mar"                       | Kinó                             | 2:17              |
| 8  | "Mopo Ищет дину" ["Моro ishchet dinu"] ("Moro está buscando a Dean")            | Andréy Sigle                     | 1:55              |
| 9  | "Бошетунмай" ["Boshetunmay"]                                                    | Kinó                             | 4:56              |
| 10 | "Скорпионы в банке" ["Skorpiony v banke"] ("Los escorpiones en el banco")       | Andréy Sigle                     | 2:27              |
| 11 | "Перекати-поле" ["Perekati-pole"]                                               | Kinó                             | 3:36              |
| 12 | "Aptyp" ["Artur"] ("Artur-o"]                                                   | Kinó                             | 1:29              |
| 13 | "Улыбнись" ["Ulybnis'"] ("Sonrisa")                                             | Muslim Magomaev                  | 2:16              |
| 14 | "Спартак" ["Spartak"] ("Espártaco")                                             | Kinó                             | 1:26              |
| 15 | "Speak Softly Love" ("Habla más suave querido")                                 | Fausto Papetti                   | 2:30              |
| 16 | "Группа крови" ["gruppa krovi"] ("grupo sanguíneo")                             | Kinó                             | 4:46              |

Canciones y composiciones instrumentales para la película se registraron por un grupo de "Cine" on "Mosfilm" en 1988 (arreglos de canciones y el sonido son ligeramente diferentes de los títulos de álbum). Al mismo tiempo, en un estudio de cine "Mosfilm", además de sonar canciones en la película, un grupo ha sido registrado, "Una canción triste" y "Ten cuidado," que la foto no está incluido. Canciones y composiciones instrumentales grabadas grupo "Kinó" para la película (con la excepción de "Boshetunmay") incluidos en la colección "Cine en el cine", lanzado en la etiqueta CD Moroz Records en 2002. La colección incluye instrumental y "Dina", no entrar en la propia película.
La canción "estrella llamada Sol" fue escrita por Viktor Tsoi durante el rodaje.[cita requerida]

## Vídeo
La película "Igla" fue publicada en cinta de vídeo VHS "Unión de vídeo" junto con la empresa "Central Partnership".